# Oława Dworzec Mały
Oława Dworzec Mały (znany również jako dworzec kolejki oławskiej) – zlikwidowana stacja kolejowa w Oławie; w województwie dolnośląskim, w Polsce. Otwarta w 1910, zamknięta w 1966, zlikwidowana w 1973. Obecnie przebudowana na budynek mieszkalny.
| Oława Dworzec Mały                                      |  |                                     |
| Linia Oława Dworzec Mały – Boreczek Dworzec Mały (0 km) |  |                                     |
|                                                         |  | Jaczkowice Oławskie odległość: 3 km |